# Alexander Schweizer (Theologe)

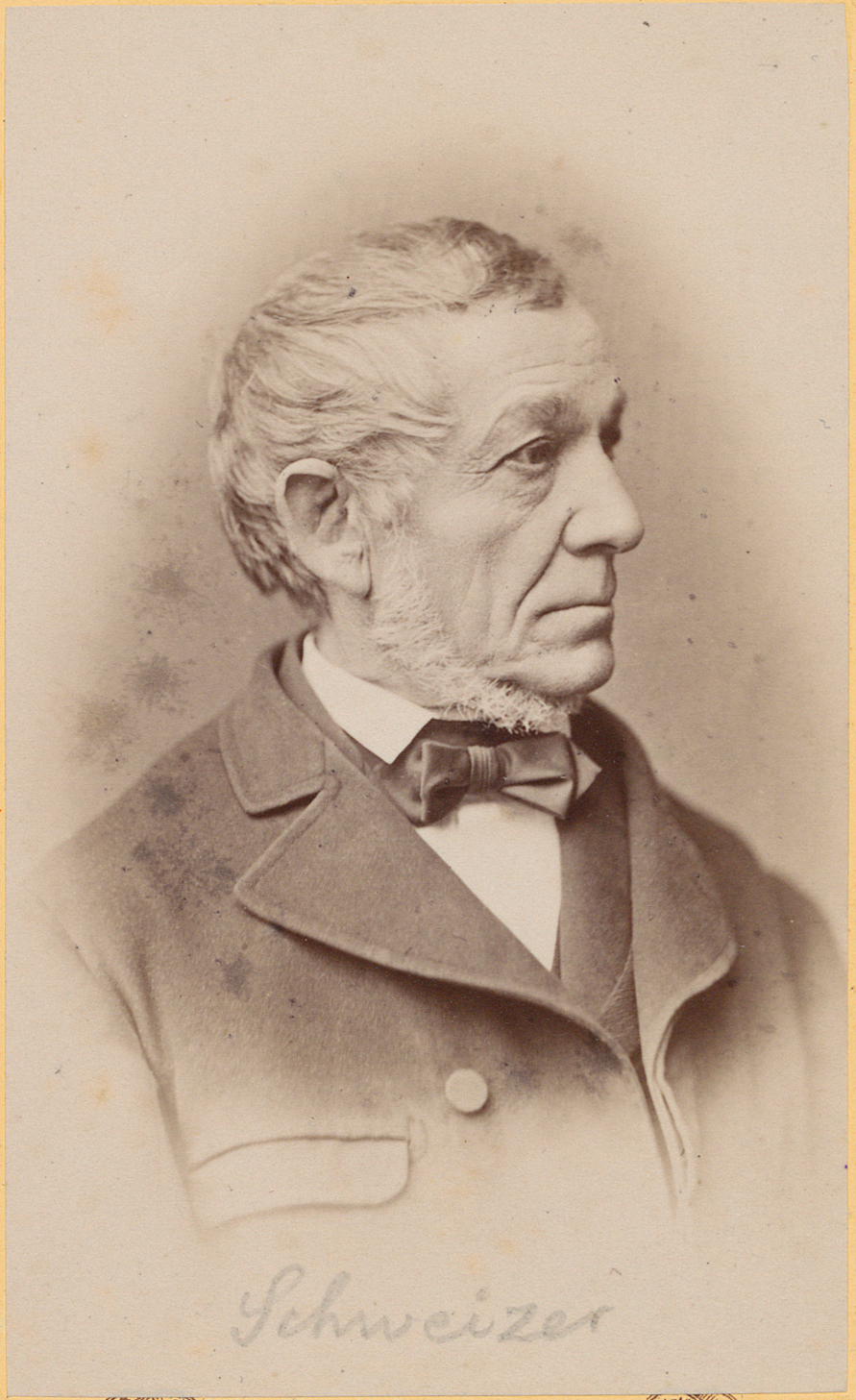
Alexander Schweizer

Alexander Schweizer (* 14. März 1808 in Murten; † 3. Juli 1888 in Zürich) war ein reformierter Theologe.

## Leben
Nach einem Studium in Zürich und Berlin wurde er 1835 Professor der praktischen Theologie an der 1833 gegründeten Universität Zürich. Während seiner Studienzeit in Zürich trat er dem Schweizerischen Zofingerverein bei. 1850/51 amtierte er als Rektor. Er war Mitglied des Kirchen- und Erziehungsrats sowie des Grossen Rats und wurde 1844 Pfarrer am Grossmünster.
Alexander Schweizer war mit  Rosine (* 28. Januar 1818; † 2. September 1895 in Zürich), Tochter des Unternehmers und Politikers Johann Jakob Hürlimann verheiratet. Ihre Söhne waren Paul und Alexander. Einer seiner Vorfahren war der Philologe und Hochschullehrer Johann Caspar Schweizer.

## Werke
Predigtsammlungen und Abhandlungen
- Die Glaubenslehre der reformierten Kirche. (2 Bände) Orell & Füßli, Zürich 1844–1847.
- Homiletik der evangelisch-protestantischen Kirche systematisch dargestellt. Weidmann, Leipzig 1848. (Digitalisat)
- Die protestantischen Zentraldogmen innerhalb der reformierten Kirche. (2 Bände) Orell & Füßli, Zürich 1854 bis 1856.
- Die christliche Glaubenslehre. Hirzel, Leipzig 1863. (Digitalisat Band 1), (Band 2,1), (Band 2,2) 2. Auflage. Leipzig 1877.
- Pastoraltheorie. Hirzel, Leipzig 1875. (Digitalisat)
- Nach rechts und links; Besprechungen über Zeichen der Zeit. Hirzel, Leipzig 1876. (Digitalisat)
- Die Zukunft der Religion. Hirzel, Leipzig 1878. (Digitalisat)
- Professor Dr. Alexander Schweizer. Zürich 1889 (Autobiografie) (PDF-Datei)